# La Femme de mes amours
Pour plus de détails, voir Fiche technique et Distribution.
La Femme de mes amours (Il frullo del passero) est un film dramatique passionnel franco-italien réalisé par Gianfranco Mingozzi et sorti en 1988. Il s'agit de l'adaptation cinématographique d'une nouvelle de Tonino Guerra.

## Fiche technique
Sauf indication contraire, les informations mentionnées dans cette section peuvent être confirmées par la base de données cinématographiques Unifrance,  présente dans la section « Liens externes ».
- Titre français : La Femme de mes amours[1]
- Titre original : Il frullo del passero[2]
- Réalisateur : Gianfranco Mingozzi
- Scénario : Tonino Guerra, Gianfranco Mingozzi, Roberto Roversi
- Photographie : Luigi Verga
- Montage : Janette Kronegger, Alfredo Muschietti
- Décors : Nello Giorgetti (it)
- Costumes : Lia Francesca Morandini (it)
- Musique : Lucio Dalla, Mauro Malavasi
- Producteurs : Amadeo Pagani, Sergio Gobbi, Jean Cazès
- Sociétés de production : Rete Italia Productions, Basic Cinematografica, Candice Productions, Initial Groupe
- Pays de production : 50 %  Italie, 50 %  France
- Langue de tournage : italien
- Format : Couleur - 35 mm
- Durée : 99 minutes[2]
- Genre : drame passionnel[1]
- Dates de sortie :
  - Italie : 21 décembre 1988
  - France : 11 janvier 1989[1]

## Distribution
- Philippe Noiret : Gabriele Battistini
- Ornella Muti : Silvana
- Nicola Farron (it) : Le jeune homme
- Chiara Argelli : la femme de Gabriele
- Claudine Auger : la veuve de Dino
- Sabrina Ferilli : la femme des étoiles
- Rosa Di Brigida : la femme de la scène
- Myriam Axa : Eva
- Beppe Chierici (it) : le pasteur
- Claudio Del Falco : Adamo
- Giuseppe Mauro Cruciano : 1er fils de Gabriele
- Claudio Rosini : 2d fils de Gabriele
- Roberto Giannini : le journaliste
- Bruno Rosa : Dino

## Distinction
- David di Donatello 1989
  - Meilleure chanson originale (Felicità de Lucio Dalla et Mauro Malavasi[3])